# 小行星288
小行星288（288 Glauke）是一颗围绕太阳公转的小行星。1890年2月20日，卡爾·特奧多爾·羅伯特·路德在杜塞尔多夫描述了此天体。
該小行星以希腊神话中科林斯国王克瑞翁的女儿格勞刻命名。
这颗小行星的绝对星等为9.84等。这是路德发现的最后一颗小行星。
小行星288的自转周期非常慢，约为1200小时（50天）。它是目前已知自转周期最慢的小行星，在太阳系中仅次于水星和金星。有研究认为它和小行星4179类似，自转是由两种不同周期性的自转结合起来而形成的一种非周期性结果。

## 相关條目
- 小行星列表/10001-11000

## 外部連結
- Asteroid Lightcurve Database (LCDB) （页面存档备份，存于）, query form (info （页面存档备份，存于）)
- Dictionary of Minor Planet Names, Google books
- Discovery Circumstances: Numbered Minor Planets (10001)-(15000) （页面存档备份，存于） – Minor Planet Center
- 小行星288 at AstDyS-2, Asteroids—Dynamic Site
  - Ephemeris · Observation prediction · Orbital info · Proper elements · Observational info
- NASA JPL小天體瀏覽器上的小行星288

| 前一小行星： 小行星287 | 小行星列表 | 後一小行星： 小行星289 |